# Ligne 1 du métro de Caracas
La ligne 1 du métro de Caracas est une ligne de métropolitain du métro de Caracas. Elle est chronologiquement la première ligne du réseau, inaugurée le 2 janvier 1983. Ayant connu trois extensions, la ligne comporte aujourd'hui 22 stations et totalise 20,4 km.

## Chronologie
- 2 janvier 1983 : Propatria - La Hoyada
- 27 mars 1983 : La Hoyada - Chacaíto
- 23 avril 1988 : Chacaíto - Los Dos Caminos
- 10 novembre 1989 : Los Dos Caminos - Palo Verde

## Tracé et stations
|  |   |  | Station               | Municipalités desservies | Correspondances                      |
|  | - |  | --------------------- | ------------------------ | ------------------------------------ |
|  | O |  | Propatria             |                          |                                      |
|  | o |  | Pérez Bonalde         |                          |                                      |
|  | o |  | Plaza Sucre           |                          |                                      |
|  | o |  | Gato Negro            |                          |                                      |
|  | o |  | Agua Salud            |                          |                                      |
|  | o |  | Caño Amarillo         |                          |                                      |
|  | o |  | Capitolio             |                          | (El Silencio)                        |
|  | o |  | La Hoyada             |                          |                                      |
|  | o |  | Parque Carabobo       |                          |                                      |
|  | o |  | Bellas Artes          |                          |                                      |
|  | o |  | Colegio de Ingenieros |                          |                                      |
|  | o |  | Plaza Venezuela       |                          | Métro de Caracas · Ligne 3 · Ligne 4 |
|  | o |  | Sabana Grande         |                          |                                      |
|  | o |  | Chacaíto              |                          |                                      |
|  | o |  | Chacao                |                          |                                      |
|  | o |  | Altamira              |                          |                                      |
|  | o |  | Miranda               |                          |                                      |
|  | o |  | Los Dos Caminos       |                          |                                      |
|  | o |  | Los Cortijos          |                          |                                      |
|  | o |  | La California         |                          |                                      |
|  | o |  | Petare                |                          |                                      |
|  | O |  | Palo Verde            |                          |                                      |

## Exploitation
La ligne est exploitée par Compañía Anónima Metro de Caracas.